# همه‌پرسی استقلال جمهوری آذربایجان ۱۹۹۱
یک همه‌پرسی استقلال در جمهوری سوسیالیستی آذربایجان شوروی در ۲۹ دسامبر ۱۹۹۱، سه روز پس از فروپاشی اتحاد جماهیر شوروی برگزار شد.  نتیجه این همه‌پرسی  ۹۹٫۸ درصد موافق استقلال جمهوری آذربایجان بودند و میزان مشارکت در این همه‌پرسی  ۹۵ درصد گزارش شد. 

## نتایج
| انتخاب                 | انتخاب                 | آراء | ٪      |
| ---------------------- | ---------------------- | ---- | ------ |
| موافق                  | موافق                  | ۰    | –      |
| مخالف                  | مخالف                  | ۰    | –      |
| کل                     |                        |      |        |
|                        |                        |      |        |
| آراء معتبر             | آراء معتبر             | ۰    | –      |
| آراء نامعتبر/سفید      | آراء نامعتبر/سفید      | ۰    | –      |
| کل آراء                | کل آراء                | ۰    | ۱۰۰٫۰۰ |
| رأی‌دهندگان ثبت‌نام کرده | رأی‌دهندگان ثبت‌نام کرده |      | –      |
| منبع: Nohlen et al.    |                        |      |        |